# Odell (Nebraska)
Odell je selo u američkoj saveznoj državi Nebraska. Prema popisu stanovništva iz 2010. u njemu je živjelo 307 stanovnika.